# Cepelinai
Cepelinai es un plato típico de la cocina lituana (denominado en lituano como didžkukuliai) es considerado uno de los platos nacionales de Lituania. Es un tipo de dumpling elaborado con puré de patatas y relleno de carne picada, acompañado de queso cuajada (cuajada) o setas. Se denomina así por recordar su forma a la de un Zepelín, el cepelinai suele ser de un tamaño de unos 20 cm de largo. Se sirve caliente y se acompaña con nata agria y bacon o costillas de cerdo.